# 苏秦
苏秦（不详—前284年），己姓，蘇氏，字季子，東周雒邑（今河南洛陽東）乘軒里人，相传为鬼谷子徒弟。战国时期纵横家和谋略官。
苏秦与张仪同出自鬼谷子门下，跟随鬼谷子学习纵横之术。学成后，前往秦國遊說，結果潦倒而归。随后刻苦攻读《阴符》，一年后游说列国，被燕文公赏识，出使赵国。苏秦到赵国后，提出合纵六国抗秦的战略思想，并最终组建合纵联盟，任“纵约长”，兼佩六国相印，使秦十五年不敢出函谷关。联盟解散后，齐国攻打燕国，苏秦说齐归还燕国城池。后自燕至齐，从事反间活动，被齐国任为客卿，齐国众大夫因争宠派人刺杀，苏秦死前献策诛杀了刺客。
有說法認為他和張儀兩人彼此呼應，共同達到個人的目的。西漢司馬遷《史記·蘇秦列傳》載：「是時周天子致文武之胙於秦惠王。惠王使犀首攻魏，禽將龍賈，取魏之雕陰，且欲東兵。蘇秦恐秦兵之至趙也，乃激怒張儀，入之於秦。」
《汉书·艺文志》纵横家有《苏子》31篇，早佚。帛书《战国纵横家书》存有其游说辞及书信十六篇，其中十一篇不见于现存传世古籍。

## 生平

### 發跡之前
苏秦家里以务农为生。早年到齐国求学，拜鬼谷子为师，与张仪同为鬼谷子徒弟。学成后，前往秦國遊說多年，結果穷困潦倒，狼狈而回。家屬都埋怨他不治生产而逞口舌之利，舍本逐末。苏秦甚感惭愧，于是闭门不出，遍观所藏之书，感叹道：“从师受教，埋头攻读，却不能换来荣华富贵，读再多书又有什么用呢。”于是找到《周书阴符》，伏案钻研。一年后，揣摩出合纵连横之术，认为凭此可以游说当世君王了。
首先苏秦将目标定在洛阳求见周显王，但显王周围的大臣了解苏秦的为人而瞧不起他，因此周显王并不信任他。
于是苏秦西行至秦国时，秦孝公已死，就游说秦惠王兼并列国、称帝而治，但秦惠王认为时机不成熟，且秦国刚处死商鞅而讨厌说客，未采纳他的建议，結果使得蘇秦潦倒而歸。
苏秦离开秦国，向东到达赵国，当时赵肃侯任命其弟赵成为宰相封为安平君，而安平君不喜欢苏秦。

### 游说六国过程
此段游说，堪称中国历史上最为巧辩之言论。见载于《史記·蘇秦列傳》及《战国策》等。

#### 得志燕国
燕文侯二十八年（前334年），苏秦到燕国，等待了一年多才见到燕文侯。苏秦游说燕文侯，先从地理位置上分析了燕国与赵国的相依之势，接着批评燕国的战略错误：担忧千里之外的秦国，却不担心百里之内的赵国；燕国受到赵国的威胁要大于秦国，所以要联合趙国来保全燕国。最后建议燕文侯合纵赵国，结为一体。
燕文侯认为苏秦之议很有道理，允诺苏秦“如果能以合纵之计维持燕国安定，愿举国相报”。于是资助苏秦车马金帛，前去游说赵国。

#### 出使赵国
苏秦第二次来到赵国，奉阳君赵成已死，便游说赵肃侯，提出六国联合起来抵抗秦国的主张。
苏秦详细分析了赵国和其他诸侯国的关系，指出赵对韩魏的战略相依关系，进而说明了自己的合纵主张：韩、魏、齐、楚、燕、赵六国联合起来，共同对抗秦国，并建议赵国组建六国联盟并力抗秦，如此一来，六国一体，秦国一定不敢从函谷关出兵侵犯，赵国的霸主事业也就成功了。
赵肃侯采纳了苏秦的“合纵”主张，资助他去游说各诸侯国加盟，以订立合纵盟约。

#### 合纵六国

##### 智激张仪
苏秦在赵国时，秦惠文王派犀首攻打魏国，生擒了魏将龙贾，攻克了魏国的雕阴，并打算挥师向东挺进。苏秦担心秦国的部队打到赵国，盟约还没结缔就遭到破坏，于是决定智激同窗张仪入秦，维护萌芽期的联盟。
苏秦派人去悄悄劝说张仪来投奔他，张仪到来后，苏秦却故意不理不睬，并当众羞辱后打发他离开，张仪又羞又气，想到各国诸侯中只有秦国才能威胁赵国，于是便前往秦国。
苏秦暗中派人资助张仪到达秦国，并且帮助他见到秦惠文王。前328年，秦王任命张仪为宰相，与他共商攻打各国诸侯的大计。这时帮助张仪的人才说出是苏秦故意激怒他，为的是张仪今后有更好的发展，张仪知道后感叹自己没有苏秦高明，并许诺在苏秦当权时不攻打赵国。

##### 说韩
苏秦到韩国游说韩宣王，激怒之使其专心合纵。
苏秦先分析韩国的优势：地势坚固，军队几十万，且善于冶炼兵器；再陈述臣服秦国的弊端：侍奉秦国，秦必然要求割让宜阳、成皋，一旦同意，秦国就会变本加厉，土地有限，秦国的欲望无限，离灭亡之日就不远了；最后苏秦说：“大王如此英明，军队又如此强悍，却甘居秦国之后，我真替大王感到羞耻！”
韩宣王听完脸色大变，手按宝剑，仰天叹息道：我虽然没什么才能，但也决不能侍奉秦国。既然赵王已经有了主意，我愿意举国听从您的安排。"

##### 说魏
蘇秦以人臣自私来劝说魏襄王专心合纵。
苏秦先分析魏国的地理情况，指出：魏国地方虽小，但田舍密集，人口众多，车马奔驰，国势与楚国不相上下；如今侍奉秦国，每年纳贡，一旦秦国征伐魏国，没人愿意出兵相救。接着苏秦以越王勾践和武王伐纣的以少胜多为例，提醒魏王：魏国兵强马壮，不用惧怕秦国；如果割地侍秦，未及作战，国家已经先亏损了，主张侍奉秦国的都是奸佞之臣，要谨慎决策。最后援引《周书》，劝诫道：事前不考虑成熟，后必有大患，如果大王能听从我的建议，六国同心协力，就无强秦危害之患了，所以赵王派我呈上合纵条约，等候您的差遣。魏王说：“我从没听过如此贤明的指教，愿举国相从。”

##### 说齐
蘇秦晓之以秦国不可能越过赵魏来攻打齐国，而齐国居然臣服于秦国，很令人蒙羞的。
于是苏秦向东行进，来到齐国游说齐宣王。苏秦先分析齐国国势，指出：“齐国四面天险，兵精粮足，自有战役以来，从未征调过泰山以南的军队，也不曾渡过清河，涉过渤海去征调这二部的士兵。都邑临淄富有而殷实，人口众多，居民就有七万户，足够凑齐二十一万大军，没有哪个国家能比齐国强大。”
接着指出齐国的战略失误：“韩、魏之畏惧秦国，是因为和秦国接壤，双方如若交战，十日内即可分出胜负，胜，则兵力损失严重，四境无法保护；不胜，则国家将要灭亡，所以韩、魏才如此看重和秦国的交战，且很容易向秦国臣服。但是齐国和秦国的情况就不同了，齐国险要、易守难攻，且秦国孤军远征，顾虑重重，明显不能对齐国构成威胁。如此形势下，却想侍奉秦国，是大臣们的战略过失。如今齐国没有臣服秦国之名，却有国富民强之实，所以我希望大王稍微留心考虑一下，以便决定对策。”
齐宣王说：“我不聪明，且居住在偏僻靠海的东境，从未听过您高明的教诲。如今您奉赵王之命来指教我，我愿举国听从您的安排。”

##### 说楚
苏秦對楚威王说，六国中其他各国已经联合，楚国不参与，则必然为秦国所攻。
苏秦说服齐国后，向西南行进，到达楚国，游说楚威王。苏秦先分析楚国，进言说：“楚国地方五千余里，军队有百万之众，战车千辆，战马万匹，存粮足够支用十年，这些都是称霸的资本；如果您也侍奉秦国，那没有哪个诸侯不臣服秦国了。”接着分析天下形势，说：“秦国最大的忧患就是楚国，楚强则秦弱，秦强则楚弱，秦楚不能并存。合纵成功，楚国就能称王；连橫成功，秦国就会称帝。所以最好的策略是合纵以孤立秦国，否则秦国兵分两路，都邑鄢郢就有危险。”
最后苏秦又提醒楚王：“秦是虎狼之国，有吞并天下的野心，是天下诸侯公敌。主张连橫之人都想割地给秦，这是敬奉仇敌，对外依仗强秦，对内挟持君主，罪恶深重。合纵成功，各诸侯会割地事楚；连横成功，楚就要割地奉秦。二者天上地下，希望您能好好考虑。”
楚王说：“秦楚接壤，秦有吞并之意，不可亲和。韩、魏经常遭受秦国威胁，不可与之深入谋划，怕有叛逆之人告密，危及国家安全。我自料以楚抗秦，又未必能胜。与群臣谋划，皆不可信，因而辗转反侧，无法安睡。如今您打算统一天下，团结诸侯，保护危国，我愿举国服从。”

#### 成功合纵
苏秦游说完各个诸侯后，六国达成合纵联盟，团结一致。苏秦被任命为縱约长（合纵联盟的联盟长），并且担任了六国的宰相，同时佩戴六国相印。

#### 六國联盟15年
苏秦合纵六国后返回赵国，被趙肅侯封為武安君，苏秦把合纵盟约送交秦国，给秦国下了《縱約書》，从此秦国不敢窥伺函谷关以外的国家，长达十五年。
合纵成功后，苏秦自楚北上，向赵王复命，途经洛阳。车马行李、各诸侯送行的使者颇多，气派比得上帝王。周显王听到这个消息感到害怕，便为他清扫道路，并派人到郊外犒劳。苏秦的家人也匍匐在地，不敢仰视。苏秦感慨万千，说：“同样的一个人，富贵了，亲戚敬畏；贫贱时，连亲戚都轻视，更不必说一般人了。假使我当初在洛阳有二顷良田，现在又怎能身佩六国相印呢！”于是散发千金，赏赐给亲戚和朋友。
苏秦到燕国去时，曾向人借了一百個銅錢做路费，如今富贵就偿还了百金。苏秦的随从人员中只有一个人没得到报偿，就上前询问，苏秦说：“我不是忘记了你，当初你随我去燕国，在易水边你再三打算离开，那时正当我正处困境，所以最后赏赐你”。
六国合纵，本来就是从各自的利益出发，所以根基不深。前332年，秦国派公孫衍出使齐国、魏国，一起征伐赵国，以此来破坏六国合纵，赵王就齐、魏攻打赵国一事责备苏秦。苏秦请求出使燕国，发誓一定报复齐国。苏秦离开赵国以后，合纵聯盟就此瓦解。

### 身亡
燕文侯死，易王立，齐宣王乘燕国新立易王，在前332年占领了十座城池，燕王让苏秦讨还。苏秦游说齐王說「燕王是秦国女婿，夺取燕国领土不怕引来秦国精兵嗎？」於是齐王归还了燕国这些城池。
蘇秦与文侯夫人有染，被易王發現，蘇秦畏懼被誅，遂向易王自請到齐国去做反間，在齊國受到齊宣王重用。其後宣王死，湣王立，蘇秦慫恿湣王大興土木以耗損國力。後來與蘇秦爭齊王寵信的大夫刺殺蘇秦，蘇秦傷重。齊王捉拿賊人，但不得。蘇秦將死時，要求齊王以蘇秦作亂為名，在他死後車裂其屍體於市中，使賊人現身圍觀。齊王用其計，果然捕殺了賊人。
但後來蘇秦在齊國為燕國做間諜的事被洩露，齊國與燕國之間的嫌隙也越來越大。所以近代亦有說法採信《銀雀山漢簡》觀點，苏秦入齊實為滅齊，替燕國復仇與爭取國際空間，誘導齊國犯下連串錯誤。
按《史記》記載，接著蘇秦的弟弟蘇代和蘇厲為燕昭王做反間，慫恿齊湣王攻滅宋國，導致諸國聯合反齊，燕將樂毅遂能大破齊國。

## 个人著作
《汉书·艺文志》纵横家有《苏子》31篇，早佚。帛书《战国纵横家书》存有其游说辞及书信十六篇，其中十一篇不见于现存传世古籍。

## 正史記載
- 《史记·蘇秦列传》
- 《资治通鉴》（卷1~卷3）
- 《战国策》
- 《战国纵横家书》

## 相關文藝作品
《六國大封相》是根據蘇秦事蹟改編的粵劇。

## 歷史評價
- 荀子：内不足使一民，外不足使距难，百姓不亲，诸侯不信；然而巧敏佞说，善取宠乎上，是态臣者也……故齐之苏秦，楚之州侯，秦之张仪，可谓态臣者也。
- 司馬遷：苏秦兄弟三人，皆游说诸侯以显名，其术长于权变，而苏秦被反间以死，天下共笑之，讳学其术。然世言苏秦多异，异时事有类之者皆附之苏秦。夫苏秦起闾阎，连六国从亲，此其智有过人者。
- 鄒陽：①是以苏秦不信于天下，为燕尾生；白圭战亡六城，为魏取中山。何则？诚有以相知也。②苏秦相燕，人恶之燕王，燕王按剑而怒，食以駃騠；白圭显于中山，人恶之于魏文侯，文侯赐以夜光之璧。何则？两主二臣，剖心析肝相信，岂移于浮辞哉？
- 劉向：苏秦为纵，张仪为横，横则秦帝，纵则楚王，所在国重，所去国轻。
- 桑弘羊：苏秦、张仪，智足以强国，勇足以威敌，一怒而诸侯惧，安居而天下息。万乘之主，莫不屈体卑辞，重币请交，此所谓天下名士也。
- 扬子《法言》：或问：“仪、秦学乎鬼谷术而习乎纵横言，安中国者各十余年，是夫？”曰：“诈人也。圣人恶诸。”曰：“孔子读而仪、秦行，何如也？”曰：“甚矣凤鸣而鸷翰也！”“然则子贡不为欤？”曰：“乱而不解，子贡耻诸。说而不富贵，仪、秦耻诸。”或曰：“仪、秦其才矣乎，迹不蹈已？”曰：“昔在任人，帝而难之，不以才矣。才乎才，非吾徒之才也。”
- 曹操：夫有行之士未必能进取，进取之士未必能有行也。陈平岂笃行，苏秦岂守信邪？而陈平定汉业，苏秦济弱燕。由此言之，士有偏短，庸可废乎！有司明思此义，则士无遗滞，官无废业矣。
- 諸葛亮：苏、张长于驰辞，不可以结盟誓。
- 唐彥謙：贪名笑吴起，说国叹苏秦。
- 賈島：沙埋古篆拆碑文，六国兴亡事系君；今日凄凉无说处，乱山秋尽有寒云。
- 呂蒙正：苏秦未遇，归家时，父母憎，兄弟恶，嫂不下玑，妻不愿炊，然衣锦归故里，马壮人强，萤光彩布，兄弟含笑出户迎，妻嫂下阶倾己顾，苏秦本是旧苏秦，昔日何陈今何亲。自家骨肉尚如此，何况区区陌路人，抑犹未也。
- 蘇軾：孟子曰：“我善养吾浩然之气。”是气也，寓于寻常之中，而塞乎天地之间。卒然遇之，则王公失其贵，晋、楚失其富，良、平失其智，贲、育失其勇，仪、秦失其辩。
- 曾鞏：战国之游士则不然。不知道之可信，而乐于说之易合。其设心，注意，偷为一切之计而已。故论诈之便而讳其败，言战之善而蔽其患。其相率而为之者，莫不有利焉，而不胜其害也；有得焉，而不胜其失也。卒至苏秦、商鞅、孙膑、吴起、李斯之徒，以亡其身；而诸侯及秦用之者，亦灭其国。其为世之大祸明矣；而俗犹莫之寤也。
- 司馬光：仪与苏秦皆以纵横之术游诸侯，致位富贵，天下争慕效之……而仪、秦、衍最著。
- 王安石：已分将身死势权，恶名磨灭几何年。想君魂魄千秋后，却悔初无二顷田。
- 邵雍：廉颇白起善用兵，苏秦张仪善纵横。
- 劉克莊：常产常心论，平生不谓然。晚知苏季子，佩印为无田。
- 徐鈞：本图富贵快心期，谩借从亲说便宜。五国攻秦齐不至，客卿正是在齐时。

## 苏秦生平之異說
近代有學者認為蘇秦活躍於張儀死後，《史記》關於蘇秦用計讓張儀入秦的記載有誤，與張儀的連橫同時對峙的應為公孫衍的合縱。另外，蘇家五兄弟——蘇代、蘇厲、蘇辟、蘇鵠、與蘇秦之中，蘇秦的年紀其實最小。
1973年在長沙馬王堆漢墓出土帛書，經過整理後，定名為《戰國縱橫家書》，共27章，全書分三部分，第一部分十四章，是蘇秦的書信和談話，其中8篇和《史記》、10篇和《戰國策》有共通之處。據考證，蘇秦死於公元前284年，張儀死於公元前310年。根據出土文獻的考據結果，蘇秦的生平可能是這樣的：他少年從師於齊，伏案苦讀《太公陰符之謀》。燕昭王（前312年—前279年）即位後，以前國遭喪亂，為了圖強雪恥，大力招攬賢者。蘇秦在這時自周前往燕國。他為燕昭王建立的第一件功勞，是游說齊宣王歸還了因燕喪所奪取的十城。燕國送質子到齊國，蘇秦為使，此時為齊湣王七年（前294年），齊國國政由孟嘗君主持。蘇秦在齊，頗受善待，與孟嘗君友好，後返回燕國。前292年，齊、趙、秦三國鼎立，竭力爭奪宋國土地時，蘇秦向燕昭王獻策，企圖借助秦、趙之力攻破齊國，由他作為燕的特使派到齊國，以助齊攻宋為名，做間諜工作而達到破齊的目的。蘇秦向燕昭王保證自己「信如尾生」，保證自己按密約行事，守信到死。後來蘇秦成功離間齊、趙關係，齊滅宋而國力大損，以至引起五國合縱伐齊。當樂毅破齊之時，蘇秦遭齊湣王判以反間之罪而車裂於市。
關於蘇秦的生平，近代有一部份觀點主張的這些事與《史記》和《資治通鑑》相異：一、蘇秦沒有用計讓張儀入秦；二、蘇秦是為燕昭王、而非燕易王向齊國討回十座城池；三、《史記》中蘇代和蘇厲的功績其實蘇秦之所為。資治通鑒取材于史記，史記于漢武帝時成書而縱橫家書竹書紀年為先秦史籍應以先秦史籍為準，蘇代蘇厲應為蘇秦別名。
然而，《戰國縱橫家書》記載不像《史記》那樣完整系統而有條理，前因後果及相關內容不清，時序難分，且一概都沒有署名，也使得此書帛準確性被質疑；另一方面，史記透過“諸侯史記”、朝廷所藏文獻和旅行各地取材的資料編寫，《六國年表》以《秦記》爲基礎作成的，將近代挖掘出的將睡虎地秦簡《編年記》所載戰役和《秦本紀》、《六國年表》相比對，因爲基本一致，證實有其根據性。
《史記·苏秦列传》：苏秦兄弟三人，皆游说诸侯以显名，其术长于权变。而苏秦被反间以死，天下共笑之，讳学其术。然世言苏秦多异，异时事有类之者皆附之苏秦。夫苏秦起闾阎，连六国从亲，此其智有过人者。吾固列其行事，次其时序，毋令独蒙恶声焉。

## 軼事典故

### 懸梁刺股
蘇秦從鬼谷子學成之後，出游數載，一無所成，「妻不下織，嫂不為炊，父母不與言。」蘇秦感歎說：“妻不以我為夫，嫂不以我為叔，父母不以我為子，是皆秦之罪也！”乃閉室不出，出其書遍觀之。蘇秦苦讀太公《陰符》之時，每逢睏乏欲睡，便用錐自刺其股流血。這是成語「懸梁刺股」中之「刺股」的由來。而懸樑者為孫敬，東漢班固《漢書》：「孫敬，字文寶，好學，晨夕不休。及至眠睡疲寢，以繩系頭，懸屋樑。」

### 前倨後恭
经过这样的一番游说，苏秦成为纵約长，披六国相印。成名後，衣錦還鄉，父母郊迎三十里，嫂蛇行匍伏，妻側目不敢看他，「前倨而後恭」。此情此景讓他感慨万千，说道「使我有洛阳二顷田，安能佩六国相印」，又感嘆說「貧窮則父母不子，富貴則親戚畏懼」。這就是成語前倨後恭的源來。